# 吉川光夫
吉川 光夫（よしかわ みつお、1988年4月6日 - ）は、福岡県福岡市東区出身のプロ野球選手（投手）。左投左打。栃木ゴールデンブレーブス所属。

## 経歴

### プロ入り前
1988年に福岡県で生まれる。東区の香椎第三中学校時代に所属していたボーイズリーグで全国大会3位まで勝ち進んだ。
高校は、県内の高校からの誘いもあったが、熟考の末に広陵高等学校へ進学。広陵では入学当初から期待されて2年生の春から背番号1を付けた。制球難で四死球を出すことが多かったが素質は高く評価され、同校野球部監督の中井哲之は、吉川について「入学当初から、『こういう子がプロに行くのだろうな』と思った」と後に雑誌のインタビューで言っている。甲子園出場経験はなく、3年生での全国高等学校野球選手権広島大会では、1学年下の野村祐輔、小林誠司らを擁して優勝候補に挙げられたが、準決勝で制球を乱し井上晴哉ら擁する崇徳高等学校に敗れた。
2006年9月25日の高校生ドラフト会議にて、田中将大の交渉権獲得に失敗した北海道日本ハムファイターズから外れ1巡目指名を受け、入団した。背番号は34。

### 第一次日本ハム時代
2007年は、5月17日に初めて一軍に昇格し、同日の東北楽天ゴールデンイーグルス戦（東京ドーム）に中継ぎとしてプロ初登板すると、6月8日の東京ヤクルトスワローズ戦ではプロ初勝利を果たした。この試合は雷雨で降雨コールドゲームとなったため、「カミナリ王子」と呼ばれた。その後、八木智哉・金村曉が故障で離脱したことで、その穴を埋める形で先発ローテーションに定着し4勝を挙げた。さらに、日本シリーズ第4戦では、高卒新人としては中村大成・稲尾和久・堀内恒夫・石井一久以来となる先発登板を果たした。
2008年は、開幕から先発ローテーションに入ったものの、7試合で2勝4敗、防御率6.23と結果を残せず、セ・パ交流戦前に登録抹消され、以降は一軍登板はなかった。
2009年は、開幕を二軍で迎えた。7月7日には結婚した。9月に一軍昇格すると、投球回数を上回る奪三振数を記録したものの、シーズン未勝利に終わった。
2010年は、4月に登板した試合で炎上し、当時のチームメイトだったダルビッシュ有にTwitterで名指しで批判された。その後、9月以降は中継ぎとして登板して、4試合で4回2/3を無失点に抑えた。
2011年は、開幕を二軍で迎えた。5月末に昇格したものの最少失点で抑えた試合でも打線の援護がないなどの不運も重なり、3年連続でシーズン未勝利に終わった。一方、二軍では好投を続け、イースタン・リーグ投手四冠王に輝いた。
2012年は、開幕から先発ローテーション入りし、4月1日の埼玉西武ライオンズ戦では黒星を喫したものの8回1失点と好投を見せ、同8日の千葉ロッテマリーンズ戦では1438日ぶりの勝利を挙げた。交流戦では内海哲也と並ぶトップタイの4勝を挙げ、防御率1.42と安定した内容でセ・パ交流戦 日本生命賞を受賞した。6月5日の広島東洋カープ戦では3回に東出輝裕の頭部に当て危険球による退場処分を受けた。8月11日の西武戦では、ルーキーイヤー以来5年ぶりとなる完封勝利を自身初の無四球で飾ると、次の登板である同17日のロッテ戦でも勝ち星を挙げ、自身初の2桁勝利を達成した。最終的にはリーグ2位の14勝を挙げ、自身初のタイトルとなる最優秀防御率を獲得し、パ・リーグMVPに選ばれチームの優勝の原動力となるなど、前年までの不振を全て払拭したシーズンとなった。しかし、巨人との対戦となった日本シリーズでは一転して肘の痛みと変化球の制球に苦しみ、第1戦、第5戦と先発するが、レギュラーシーズンで3本塁打だったジョン・ボウカーに両試合ともに本塁打を打たれ、いずれも敗戦投手になった。
2013年は、チームトップの160回1/3を投げ、2年続けて先発ローテーションを守るも7勝に留まり、リーグワーストとなる15敗を喫した。
2014年は、自身初となる開幕投手に指名されたものの、4試合で3敗と打ち込まれ二軍降格、シーズン初勝利を挙げたのは5月となった。この年は若手の上沢直之や中村勝らのローテ定着もあってわずか3勝に留まり、規定投球回にも到達しなかったが、クライマックスシリーズでは福岡ソフトバンクホークス戦に登板し6回3失点で勝利投手となった。
2015年は開幕から勝ち星を重ねるなど好調で、7月16日に第1回WBSCプレミア12の日本代表第1次候補選手に選出されたことが発表された。8月28日のソフトバンク戦では5回1/3を1失点の好投で3年ぶりの2桁勝利を達成した。最終的に11勝8敗、防御率3.84の成績を残した。
2016年は8月まで先発ローテーションを守っていたが、不調で二軍落ちした。その後抑えのマーティンが負傷離脱したことでリリーフへ転向しプロ初セーブも記録した。最終成績は、27試合で7勝6敗3S、防御率4.19であった。クライマックスシリーズや日本シリーズでは登板がなかった。

### 巨人時代

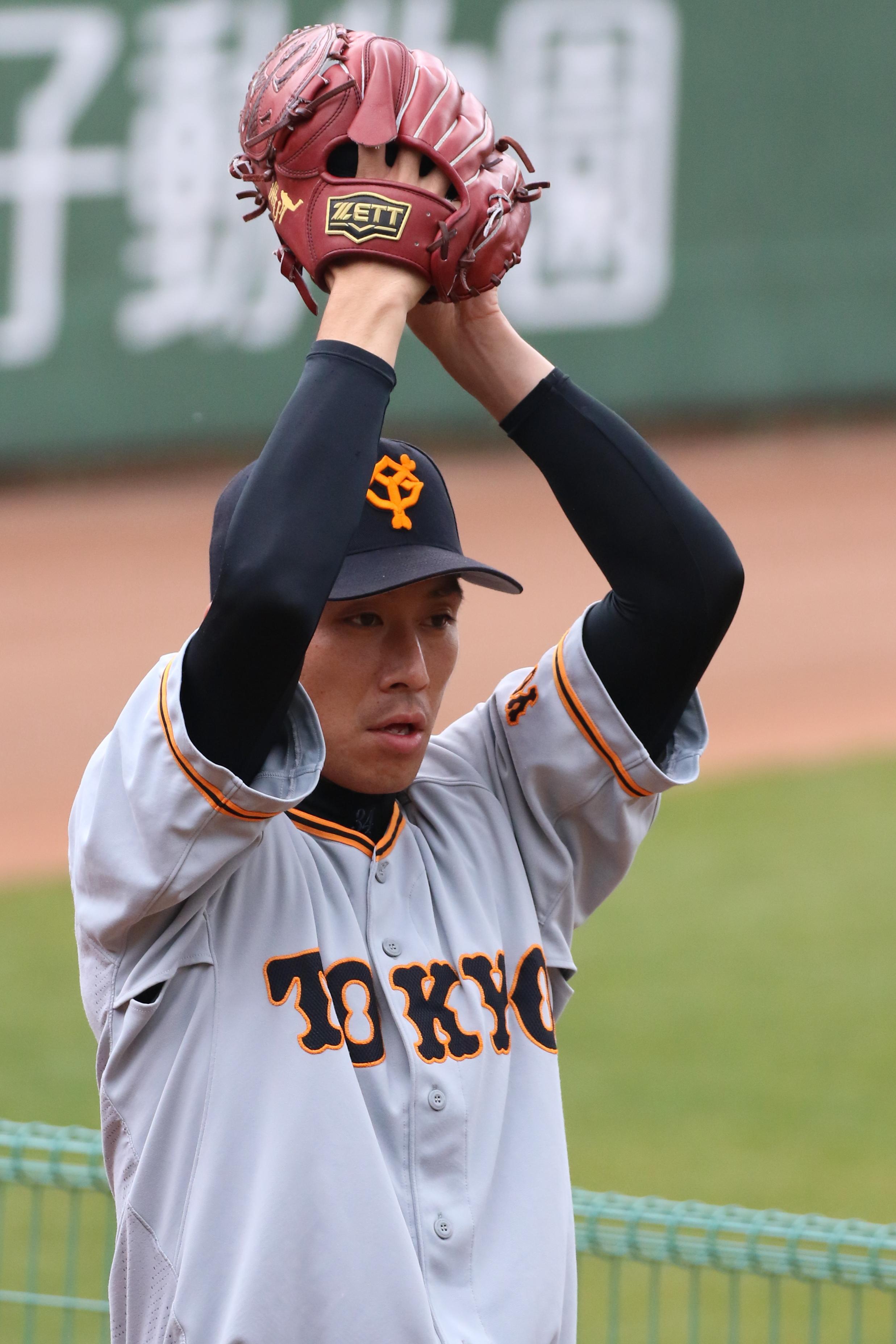
巨人時代（2017年3月11日 ほっともっとフィールド神戸にて）

2016年11月2日に大田泰示、公文克彦との交換トレードで石川慎吾と共に読売ジャイアンツへ移籍し、同日に巨人、日本ハム両球団より発表された。これまで使用していた背番号34は金田正一の永久欠番のため使用できず、21となった。チームには同姓の吉川大幾がおり、またルーキーで吉川尚輝が入団したことから、スコアボードなどでは「吉川光」と表記される。
2017年は、開幕から先発ローテーションに入ったが、4月13日の広島東洋カープ戦では、1回1/3を投げて4失点と乱調で、4月17日に一軍登録を抹消された。5月24日に一軍登録され、同日の阪神タイガース戦で先発するも、5回に鳥谷敬に頭部（顔面の右側部分）への死球を与え、自身2度目の危険球退場となった。その後は、先発で勝ち星がないまま中継ぎへと回り7月に左肩痛のため二軍落ちした。一軍再昇格後の9月13日の阪神戦（甲子園）で先発し6回無失点で移籍初白星を記録した。最終成績は、12試合の登板で1勝3敗、防御率5.87であった。
2018年も開幕から先発ローテーション入りを果たした。4月25日の中日ドラゴンズ戦では、5回2失点でシーズン初勝利を挙げ、中日戦初勝利と同時に、セ・リーグ全6球団から白星を挙げた。また、この試合では巨人は63年ぶりに1試合20得点を記録した。シーズンでは先発と中継ぎを兼任し6勝を記録した。
2019年は、背番号を47に変更し左のセットアッパーとして期待されたが9試合で防御率9.95に終わった。巨人での最後の登板となった6月5日の楽天戦では、同点の8回裏に登板したが4球連続ボールで四球を与え即降板となった。

### 第二次日本ハム時代
2019年6月26日に鍵谷陽平、藤岡貴裕との交換トレードで宇佐見真吾と共に日本ハムに移籍、3年ぶりにファイターズでプレーすることとなった。同日に日本ハム、巨人両球団より発表された。これは令和におけるNPB初のトレードによる移籍だった。背番号は交換相手の藤岡が着用していた56となった。
シーズンでは先発を任されたが、1試合だけリリーフ登板したのを含めわずか4試合の登板で勝ち星を挙げられなかった。
2020年は、開幕一軍入りし、リリーフで5試合に登板したが、7月6日に登録を抹消された。以降、一軍に再昇格することなくシーズンを終えた。

### 西武時代
2020年11月20日に金銭トレードで埼玉西武ライオンズに移籍することが西武球団から発表された。背番号は43。西武は左の中継ぎが不足していたことが獲得の理由とされる。
2021年は、開幕を一軍で迎え中継ぎとして起用された。しかし、4月6日の対楽天戦では1点ビハインドのまま、5回から2番手で登板したが1回8失点と炎上した。同9日に一軍登録を抹消され、その後は一軍登録のないまま10月25日、球団から戦力外通告を受けた。
このシーズンの二軍での成績は3勝0敗、防御率2.10、球速の平均は140km/h余りと本人は語っていた。痛み止めを飲みながらのプレーであったが、シーズン中に肩を故障した。

### BCリーグ・栃木時代
2022年1月27日、BCリーグの栃木ゴールデンブレーブスに選手兼投手コーチとして入団することが発表された。背番号は18。現役を続けた理由は、自分で投げた感覚が悪くないと思ったことにある。2022年8月2日  対茨城アストロプラネッツ戦において9回 109球 被安打3 四死球1 奪三振9 で2012年9月28日以来、約10年振りの完封勝利を果たす。尚、9回を投げ切るのは2015年6月13日 対横浜DeNAベイスターズ戦以来となった。
2023年は、9試合（うち8試合は先発）に登板し、7勝1敗、防御率2.41だった。
2024年は、8試合（うち6試合は先発）に登板し、2勝3敗、防御率4.42だった。
2025年1月23日、球団から背番号が21に変更されることが発表された。

## 選手としての特徴
オーバースローから平均球速約144km/h、最速154km/hのストレートと落差のあるスライダー（パワーカーブとも呼ばれるが、本人はスライダーと認識している）、縦に割れるカーブを投げ分け、稀にフォーク、チェンジアップも混ぜる。ストレートを生命線としており、打者のタイミングを崩すことで取れる奪三振を重視するよりも、ボールの勢いでファウルを取れるような強いボールを投げることを意識しているという。肩の故障により、西武から戦力外通告を受けた2021年時点ではストレートは最速135km/h程度しか出なくなっていたが、2023年時点では142km/hが出る程度には復調している。
2011年までは通算与四球率4.70と制球難に苦しんでいたが、2012年には与四球率2.33と改善。制球難を気にしすぎる余りに無駄な四死球を出して崩れるパターンが多かった。2012年に監督に就任した栗山英樹からオープン戦終了時に「（吉川は）いい投手だから厳しくいく。1年間は褒めない。今年ダメだったら（自分が）ユニホームを脱がせる」など厳しい言葉をかけられた。また、「フォアボールは出しても良いから思い切り腕を振って投げろ」という言葉を実践することでその持ち前の球威が活き、「四球を出しても別にいい」と開き直ることや抑えることで身に付いた自信が制球力改善の要因になったと語っている。
打者としては、バントの技術が高い。2018年8月11日の広島東洋カープ戦では延長10回に代打として起用され、送りバントを成功させた。投手が代打として起用されたのは、ジャイアンツでは桑田真澄以来16年ぶり。

## 人物
ドラフト指名後の記者会見で、目標とする選手を聞かれ「金本さんと二岡さんと福原さん（3人とも広陵高校のOB）を足して2で割った選手」と答え、翌日の新聞で記者に「とぼけている」とのニュアンスで報道された。真意は「3人の力を3で割るよりも2で割ったくらいの力を併せ持つ選手になりたい」で、吉川なりの高い志が込められていた。
ゲーマーを自称しており、キャンプの持ち物にはゲームソフトを必需品としているという。チームメイト内で几帳面と言われる榊原諒に「自分よりも几帳面」と言われた。
多くの選手を下の名前や愛称で呼ぶ栗山英樹（日本ハム時代の監督）から名字で呼ばれ続ける数少ない人物。

## 詳細情報

### 年度別投手成績
| 年 度      | 球 団      | 登 板 | 先 発 | 完 投 | 完 封 | 無 四 球 | 勝 利 | 敗 戦 | セ 丨 ブ | ホ 丨 ル ド | 勝 率 | 打 者 | 投 球 回 | 被 安 打 | 被 本 塁 打 | 与 四 球 | 敬 遠 | 与 死 球 | 奪 三 振 | 暴 投 | ボ 丨 ク | 失 点 | 自 責 点 | 防 御 率 | W H I P |
| ---------- | ---------- | ----- | ----- | ----- | ----- | -------- | ----- | ----- | -------- | ----------- | ----- | ----- | -------- | -------- | ----------- | -------- | ----- | -------- | -------- | ----- | -------- | ----- | -------- | -------- | ------- |
| 2007       | 日本ハム   | 19    | 15    | 1     | 1     | 0        | 4     | 3     | 0        | 0           | .571  | 400   | 93.1     | 83       | 6           | 46       | 1     | 5        | 52       | 6     | 0        | 39    | 38       | 3.66     | 1.38    |
| 2008       | 日本ハム   | 7     | 7     | 0     | 0     | 0        | 2     | 4     | 0        | 0           | .333  | 158   | 34.2     | 39       | 7           | 22       | 1     | 0        | 23       | 5     | 0        | 24    | 24       | 6.23     | 1.76    |
| 2009       | 日本ハム   | 3     | 3     | 0     | 0     | 0        | 0     | 2     | 0        | 0           | .000  | 77    | 16.1     | 19       | 2           | 10       | 0     | 0        | 18       | 0     | 0        | 17    | 12       | 6.61     | 1.78    |
| 2010       | 日本ハム   | 9     | 5     | 0     | 0     | 0        | 0     | 4     | 0        | 0           | .000  | 122   | 26.0     | 35       | 7           | 11       | 0     | 1        | 20       | 2     | 0        | 21    | 20       | 6.92     | 1.77    |
| 2011       | 日本ハム   | 7     | 7     | 0     | 0     | 0        | 0     | 5     | 0        | 0           | .000  | 175   | 38.0     | 45       | 4           | 20       | 1     | 1        | 25       | 1     | 0        | 20    | 20       | 4.74     | 1.71    |
| 2012       | 日本ハム   | 25    | 25    | 5     | 3     | 2        | 14    | 5     | 0        | 0           | .737  | 668   | 173.2    | 108      | 6           | 45       | 1     | 4        | 158      | 3     | 1        | 35    | 33       | 1.71     | 0.88    |
| 2013       | 日本ハム   | 26    | 26    | 1     | 0     | 0        | 7     | 15    | 0        | 0           | .318  | 686   | 160.1    | 150      | 10          | 57       | 0     | 5        | 125      | 3     | 0        | 72    | 59       | 3.31     | 1.32    |
| 2014       | 日本ハム   | 13    | 13    | 0     | 0     | 0        | 3     | 4     | 0        | 0           | .429  | 329   | 72.0     | 79       | 7           | 36       | 0     | 2        | 49       | 3     | 0        | 45    | 39       | 4.88     | 1.60    |
| 2015       | 日本ハム   | 26    | 26    | 2     | 0     | 0        | 11    | 8     | 0        | 0           | .579  | 684   | 159.1    | 151      | 16          | 57       | 0     | 11       | 93       | 3     | 0        | 72    | 68       | 3.84     | 1.31    |
| 2016       | 日本ハム   | 27    | 20    | 0     | 0     | 0        | 7     | 6     | 3        | 0           | .538  | 494   | 109.2    | 125      | 9           | 52       | 0     | 5        | 65       | 1     | 0        | 53    | 51       | 4.19     | 1.61    |
| 2017       | 巨人       | 12    | 8     | 0     | 0     | 0        | 1     | 3     | 0        | 0           | .250  | 181   | 38.1     | 51       | 4           | 15       | 0     | 4        | 28       | 2     | 0        | 28    | 25       | 5.87     | 1.72    |
| 2018       | 巨人       | 22    | 18    | 0     | 0     | 0        | 6     | 7     | 0        | 0           | .462  | 431   | 101.1    | 93       | 16          | 39       | 0     | 4        | 76       | 3     | 0        | 49    | 48       | 4.26     | 1.30    |
| 2019       | 巨人       | 9     | 0     | 0     | 0     | 0        | 0     | 1     | 0        | 3           | .000  | 35    | 6.1      | 12       | 2           | 6        | 0     | 0        | 4        | 0     | 0        | 7     | 7        | 9.95     | 2.84    |
| 2019       | 日本ハム   | 4     | 3     | 0     | 0     | 0        | 0     | 3     | 0        | 0           | .000  | 50    | 10.2     | 11       | 2           | 7        | 0     | 0        | 8        | 0     | 0        | 8     | 8        | 6.75     | 1.69    |
| '19計      | 日本ハム   | 13    | 3     | 0     | 0     | 0        | 0     | 4     | 0        | 3           | .000  | 85    | 17.0     | 23       | 4           | 13       | 0     | 0        | 12       | 0     | 0        | 15    | 15       | 7.94     | 2.12    |
| 2020       | 日本ハム   | 5     | 0     | 0     | 0     | 0        | 0     | 0     | 0        | 0           | ----  | 24    | 5.1      | 5        | 0           | 4        | 0     | 0        | 1        | 1     | 0        | 2     | 2        | 3.38     | 1.69    |
| 2021       | 西武       | 5     | 0     | 0     | 0     | 0        | 0     | 0     | 0        | 0           | ----  | 26    | 4.1      | 8        | 1           | 6        | 0     | 0        | 0        | 0     | 0        | 8     | 8        | 16.62    | 3.23    |
| 通算：15年 | 通算：15年 | 219   | 176   | 9     | 4     | 2        | 55    | 70    | 3        | 3           | .440  | 4540  | 1049.2   | 1014     | 99          | 433      | 4     | 42       | 745      | 33    | 1        | 500   | 462      | 3.96     | 1.38    |

- 2021年度シーズン終了時
- 各年度の太字はリーグ最高

### 年度別守備成績
| 年 度 | 球 団    | 投手  | 投手  | 投手  | 投手  | 投手  | 投手     |
| 年 度 | 球 団    | 試 合 | 刺 殺 | 補 殺 | 失 策 | 併 殺 | 守 備 率 |
| ----- | -------- | ----- | ----- | ----- | ----- | ----- | -------- |
| 2007  | 日本ハム | 19    | 3     | 18    | 0     | 0     | 1.000    |
| 2008  | 日本ハム | 7     | 0     | 8     | 0     | 0     | 1.000    |
| 2009  | 日本ハム | 3     | 0     | 2     | 0     | 0     | 1.000    |
| 2010  | 日本ハム | 9     | 0     | 6     | 0     | 0     | 1.000    |
| 2011  | 日本ハム | 7     | 3     | 10    | 0     | 0     | 1.000    |
| 2012  | 日本ハム | 25    | 8     | 23    | 2     | 0     | .939     |
| 2013  | 日本ハム | 26    | 7     | 32    | 0     | 0     | 1.000    |
| 2014  | 日本ハム | 13    | 3     | 13    | 0     | 0     | 1.000    |
| 2015  | 日本ハム | 26    | 15    | 35    | 1     | 2     | .980     |
| 2016  | 日本ハム | 27    | 3     | 16    | 0     | 0     | 1.000    |
| 2017  | 巨人     | 12    | 1     | 6     | 0     | 0     | 1.000    |
| 2018  | 巨人     | 22    | 5     | 16    | 1     | 1     | .955     |
| 2019  | 巨人     | 9     | 1     | 1     | 0     | 1     | 1.000    |
| 2019  | 日本ハム | 4     | 2     | 2     | 0     | 0     | 1.000    |
| '19計 | 日本ハム | 13    | 3     | 3     | 0     | 1     | 1.000    |
| 2020  | 日本ハム | 5     | 1     | 2     | 0     | 1     | 1.000    |
| 2021  | 西武     | 5     | 0     | 0     | 0     | 0     | ----     |
| 通算  | 通算     | 219   | 52    | 190   | 4     | 5     | .984     |

- 2021年度シーズン終了時

### タイトル
- 最優秀防御率：1回（2012年）

### 表彰
- 最優秀選手：1回（2012年）
- ベストナイン：1回（投手部門：2012年）
- 月間MVP：1回（投手部門：2012年8月）
- 最優秀バッテリー賞：1回（2012年 捕手：鶴岡慎也）
- 「ジョージア魂」賞：1回（2012年度第12回）
- セ・パ交流戦 日本生命賞：1回（2012年[8]）
- 札幌ドームMVP：1回（野球部門：2012年）

### 記録
初記録
投手記録
- 初登板：2007年5月17日、対東北楽天ゴールデンイーグルス12回戦（東京ドーム）、7回表無死に3番手で救援登板、1回1失点
- 初先発登板：2007年5月25日、対東京ヤクルトスワローズ1回戦（札幌ドーム）、6回1失点
- 初奪三振：同上、1回表に青木宣親から空振り三振
- 初勝利・初先発勝利：2007年6月8日、対東京ヤクルトスワローズ3回戦（松山中央公園野球場）、5回2/3を無失点[43]
- 初完投勝利・初完封勝利：2007年7月12日、対オリックス・バファローズ15回戦（札幌ドーム）[44]
- 初セーブ：2016年9月10日、対東北楽天ゴールデンイーグルス21回戦（楽天Koboスタジアム宮城）、9回裏に6番手で救援登板・完了、1回1被安打無失点
- 初ホールド：2019年3月30日、対広島東洋カープ2回戦（MAZDA Zoom-Zoom スタジアム広島）、7回裏に2番手で救援登板、1回1失点

打撃記録
- 初安打・初打点：2013年5月30日、対広島東洋カープ1回戦（MAZDA Zoom-Zoom スタジアム広島）、7回表に今井啓介から中前適時打

節目の記録
- 1000投球回：2018年8月29日、対広島東洋カープ21回戦（東京ドーム）、3回表二死目に九里亜蓮を二ゴロで達成 ※史上351人目

その他の記録
- オールスターゲーム出場：3回（2012年、2013年、2015年）

### 独立リーグでの年度別投手成績
| 年 度     | 球 団     | 登 板 | 先 発 | 完 投 | 完 封 | 無 四 球 | 勝 利 | 敗 戦 | セ 丨 ブ | ホ 丨 ル ド | 勝 率 | 打 者 | 投 球 回 | 被 安 打 | 被 本 塁 打 | 与 四 球 | 敬 遠 | 与 死 球 | 奪 三 振 | 暴 投 | ボ 丨 ク | 失 点 | 自 責 点 | 防 御 率 | W H I P |
| --------- | --------- | ----- | ----- | ----- | ----- | -------- | ----- | ----- | -------- | ----------- | ----- | ----- | -------- | -------- | ----------- | -------- | ----- | -------- | -------- | ----- | -------- | ----- | -------- | -------- | ------- |
| 2022      | 栃木      | 10    | 9     | 1     | 1     | 0        | 5     | 3     | 0        | 0           | .625  | 229   | 53.1     | 57       | 8           | 16       | -     | 5        | 41       | 4     | 0        | 29    | 29       | 4.89     | 1.37    |
| 2023      | 栃木      | 9     | 8     | 0     | 0     | 0        | 7     | 1     | 0        | 0           | .875  | 175   | 41.0     | 36       | 5           | 13       | -     | 2        | 28       | 2     | 0        | 15    | 11       | 2.41     | 1.20    |
| 2024      | 栃木      | 8     | 6     | 0     | 0     | 0        | 2     | 3     | 0        | 0           | .400  | 175   | 38.2     | 46       | 2           | 16       | -     | 0        | 22       | 0     | 0        | 21    | 19       | 4.42     | 1.60    |
| 通算：3年 | 通算：3年 | 27    | 23    | 1     | 1     | 0        | 14    | 7     | 0        | 0           | .667  | 583   | 133.0    | 139      | 15          | 45       | -     | 7        | 91       | 6     | 0        | 65    | 59       | 3.99     | 1.38    |

- 2024年度シーズン終了時

### 背番号
- 34（2007年 - 2016年）
- 21（2017年 - 2018年、2025年 - ）
- 47（2019年 - 2019年6月27日）
- 56（2019年6月28日 - 2020年）
- 43（2021年）
- 18（2022年 - 2024年）

### 登場曲
- 「出会いのかけら」ケツメイシ（2008年 - 2009年）
- 「アベマリア」MINMI（2009年）
- 「ガラガラ GO!! 」BIGBANG（2010年 - 2012年、2015年）
- 「GET BACK (ASAP)」Alexandra Stan（2012年）
- 「GIFT」Mr.Children（2012年 - 2014年）
- 「歩み」GReeeeN（2013年）
- 「ミセナイナミダハ、きっといつか」GReeeeN（2014年）
- 「FIGHTERS」三代目 J Soul Brothers（2015年）
- 「空へ」山崎まさよし（2016年）
- 「春〜spring〜」藍井エイル（2016年）
- 「友よ 〜 この先もずっと… 」ケツメイシ（2016年）
- 「アイライフ」RAY（2017年）※打席時
- 「煌めく瞬間に捕われて」MANISH（2018年）※打席時
- 「No Regret」U-KISS（2018年）※登板時
- 「GO!!!」FLOW（2018年）※打席時
- 「きっと大丈夫」 Little Glee Monster（2019年）※巨人
- 「Pretender」 Official髭男dism (2019年 - 2020年)
- 「LOVE SCENARIO」 iKON (2021年)